# Yucca cernua
Yucca cernua là một loài thực vật có hoa trong họ Măng tây. Loài này được E.L.Keith mô tả khoa học đầu tiên năm 2003.

## Hình ảnh

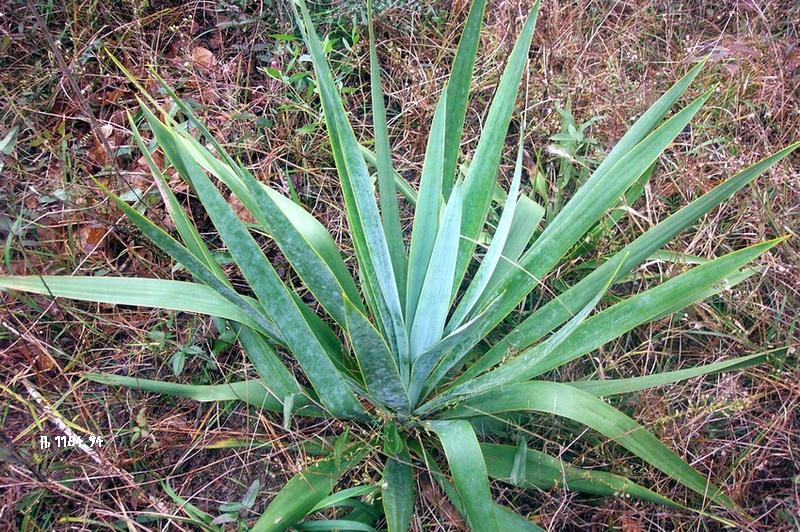
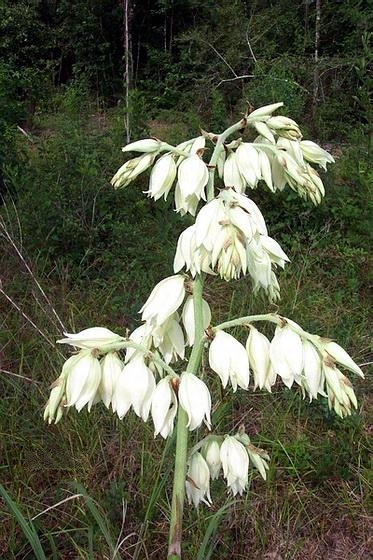
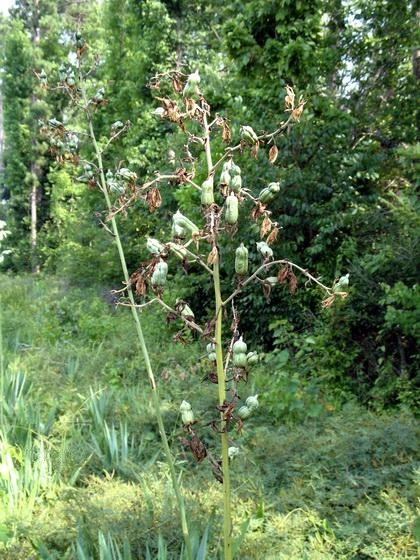